# Invisible Children Inc
Invisible Children Inc是一個非營利組織，於2004年成立，曾拍攝《科尼 2012》，引起大眾對於聖主抵抗軍首腦，烏干達反政府武裝頭目約瑟夫·科尼的注意。